# 赵雁君
赵雁君（1961年—），男，浙江诸暨人，中国书法家，现任浙江省书法家协会主席。曾任中国书法家协会理事。